# Joaquín Rodrigo

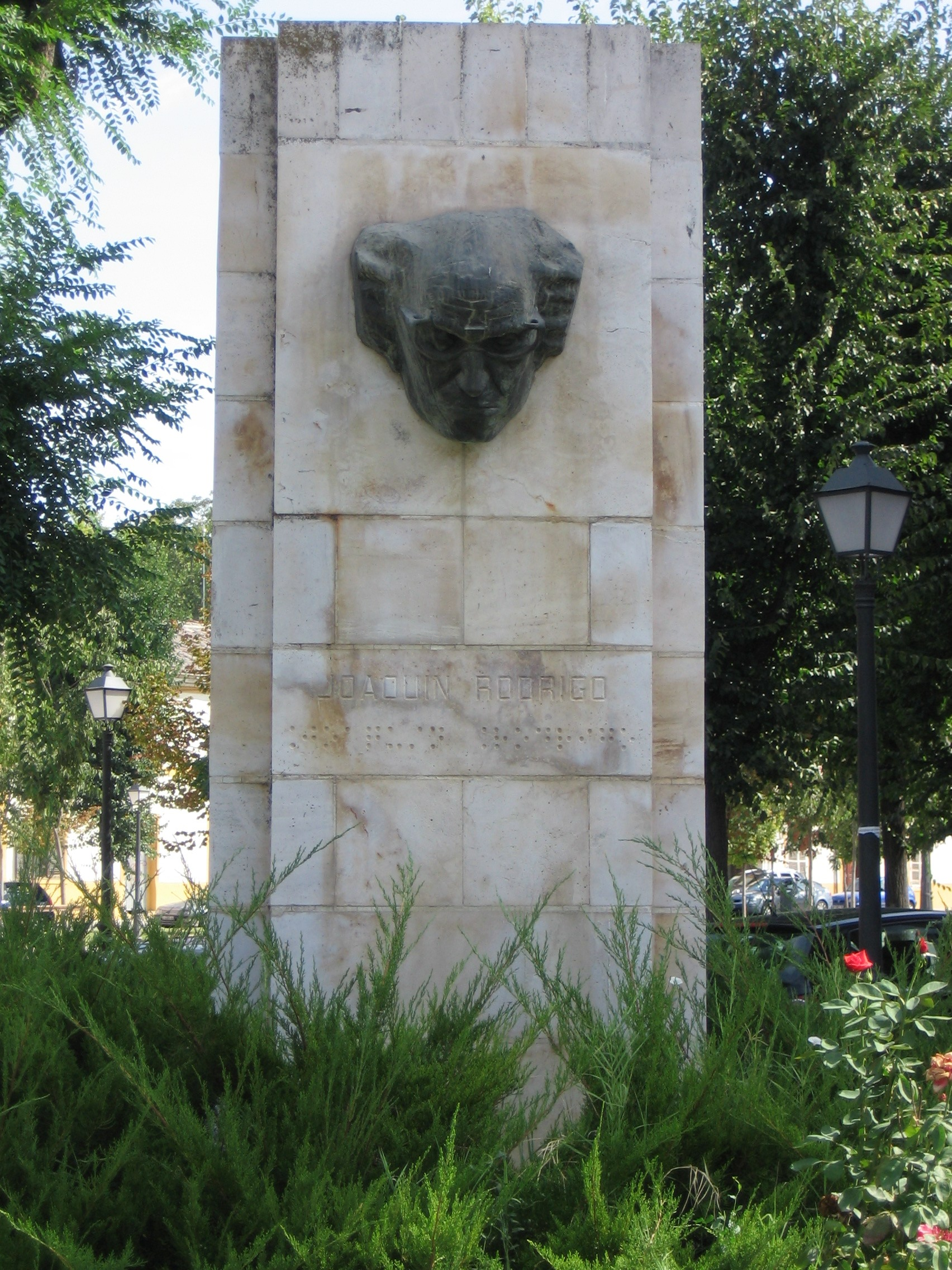
Denkmal für Joaquín Rodrigo in Aranjuez

Joaquín Rodrigo Vidre (* 22. November 1901 in Sagunt, Valencia; † 6. Juli 1999 in Madrid) war ein spanischer Komponist.

## Leben
Joaquín Rodrigo, als jüngstes von zehn Kindern eines wohlhabenden Weinhändlers geboren, erblindete in seinem vierten Lebensjahr infolge einer Diphtherie-Erkrankung beinahe vollständig. 1906 zog er mit seiner Familie nach Valencia um. Bis 1927 studierte er Komposition und Harmonielehre in Valencia und ging anschließend nach Paris, wo er seine musikalische Ausbildung in den Fächern Komposition, Klavier und Harmonielehre an der École normale de musique unter anderem bei Paul Dukas bis zum Jahre 1932 vervollkommnete.
In Paris hatte er auch 1928 seine spätere Ehefrau, die türkische Pianistin Victoria Kamhi (1905–1997), kennengelernt. Sie entstammte einer sephardischen Familie. Das Paar heiratete 1933 in Valencia. Cecilia ist die gemeinsame Tochter.
In den folgenden Jahren unternahm Rodrigo zahlreiche Reisen, die ihn nach Deutschland, Österreich und in die Schweiz führten, außerdem kehrte er 1934 für ein Jahr nach Paris zurück, um dort Musikgeschichte zu studieren. Am 6. Mai 1936 hielt Rodrigo in Paris einen Vortrag über Vihuela-Musiker des 16. Jahrhunderts, bei dem Emilio Pujol auf zwei nachgebauten Instrumenten musikalische Beispiele beisteuerte. Im September 1939 ließ Rodrigo sich mit seiner Frau in Madrid nieder, unternahm jedoch weiterhin ausgedehnte Reisen, unter anderem nach England, Italien, Griechenland und Südamerika.
1948 wurde Rodrigo Professor für Musikgeschichte am Konservatorium in Madrid. Daneben beschäftigte er sich als Musikkritiker und war beim Radio als Leiter der Musikabteilung tätig. Trotz mehrerer Augenoperationen erblindete er zu dieser Zeit vollständig. Seine Kompositionen entwarf er in Blindenschrift und diktierte sie anschließend einem Kopisten oder seiner Frau, die auch zunächst Korrektur las.
Er erhielt zahlreiche Ehrungen und Auszeichnungen, darunter 1942 und 1982 den Premio Nacional de Música. Außerdem ernannten ihn sieben Universitäten zum Ehrendoktor, unter anderem die Polytechnische Universität Valencia. Am 30. Dezember 1991 wurde Rodrigo durch König Juan Carlos I. in den erblichen spanischen Adelsstand erhoben und erhielt in Anlehnung an seine Komposition Concierto de Aranjuez para guitarra y orquesta den Titel eines Marqués de los Jardines de Aranjuez, benannt nach den Gärten des Palacio Real (Aranjuez). Im Jahre 1996 erhielt er den Premio Príncipe de Asturias. Seit 1977 war er assoziiertes Mitglied der Académie royale des Sciences, des Lettres et des Beaux-Arts de Belgique.
Rodrigo starb am 6. Juli 1999 in Madrid.

## Stil

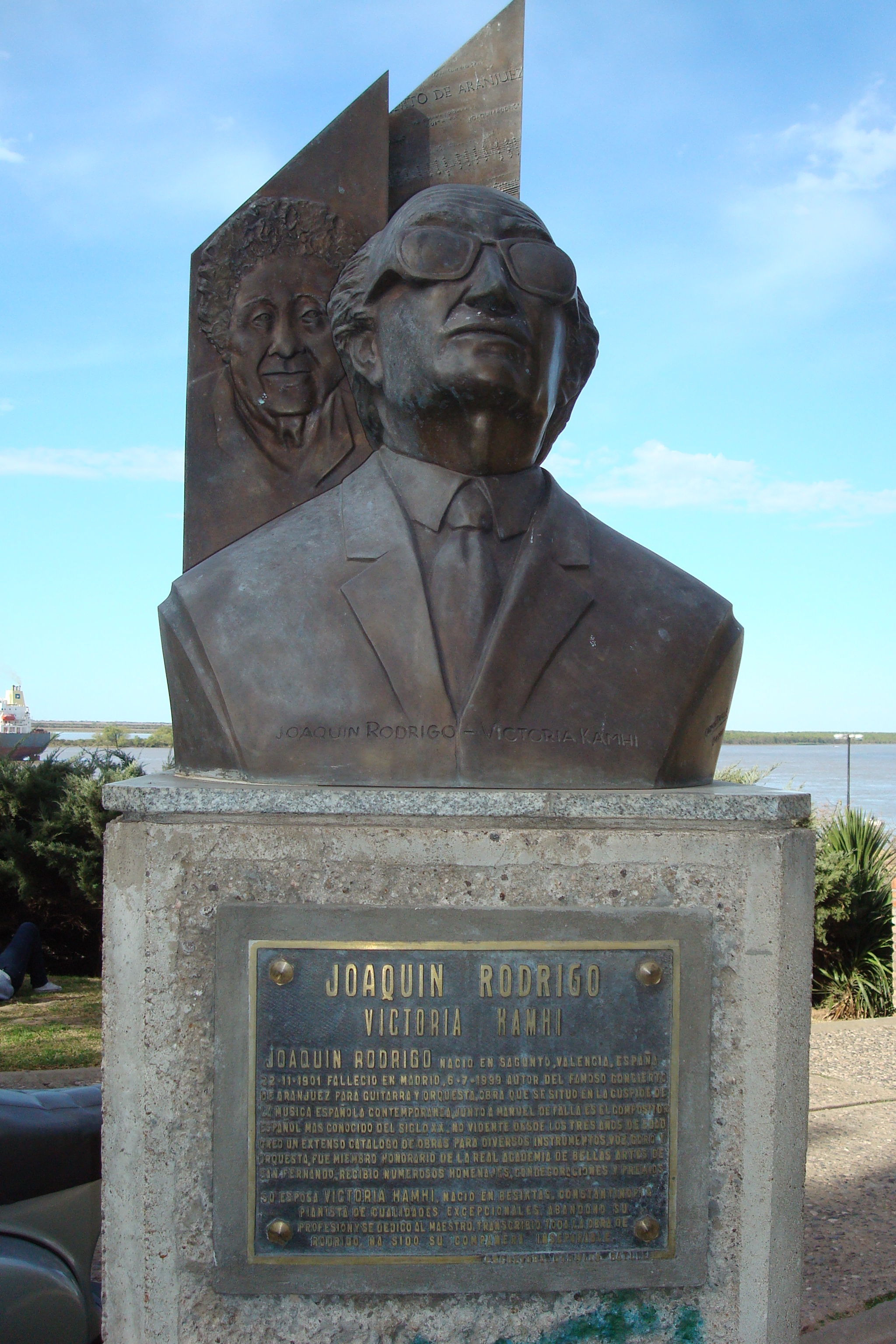
Büste des Komponisten mit einem Relief seiner Ehefrau Victoria Kamhi über der rechten Schulter; aus dem Parque de España de la ciudad de Rosario, Santa Fe (Argentinien).

Prägend war für Rodrigo die Begegnung mit Manuel de Falla während seiner Pariser Zeit. Von ihm und Paul Dukas beeinflusst, entwickelte Rodrigo einen Personalstil, der Neoklassizismus mit spanischer Folklore verband. Teilweise übernahm er leicht verändert typische Figuren des 16. bis 18. Jahrhunderts oder bearbeitete Stücke alter spanischer Meister. Gleichzeitig orientierte er sich an der Volksmusik insbesondere tänzerischer Art. Seine Melodik ist sehr einprägsam, die Orchestrierung stets klar und eher kammermusikalisch, aber trotzdem sehr farbig. Rodrigos Werke stehen im Rahmen der Tonalität, er reicherte seine Harmonik aber gerne mit leichten Dissonanzen an. Besonders interessierte ihn die Gattung des Konzertes. Sein bekanntestes und ihn seinerzeit weltberühmt machendes Werk ist das für Regino Sáinz de la Maza geschriebene und von diesem 1940 uraufgeführte Concierto de Aranjuez, dessen langsamer Satz zu den populärsten Musikstücken des 20. Jahrhunderts zählt. Rodrigo gilt als bedeutendster spanischer Komponist seiner Generation.

## Werke
- Orchesterwerke
  - Zarabanda lejana y villancio, symphonische Dichtung (1926–1930)
  - Per la flor del lliri blau (Für die Blüte einer blauen Lilie), symphonische Dichtung (1934)
  - Música para un jardín (Musik für einen Garten) für Kammerorchester, symphonische Dichtung (1923–1957)
  - A la busca del más allá (Auf der Suche nach dem Jenseits), symphonische Dichtung (1976)
  - Homenaje a la Tempranica für Orchester
  - Dos Danzas Españolas für Orchester
  - Juglares (Ensayo sinfónico) für Orchester
  - Palillos y panderetas für Orchester
  - Cinco Piezas Infantiles für Orchester
  - Preludio para un poema a la Alhambra für Orchester

- Werke für Blasorchester
  - Pasodoble para Paco Alcalde (1975)
  - Adagio para Instrumentos de Víento (1966)
  - Homenaje a la Tempranica (1939)
  - Per la Flor del Lliri Blau (arr. 1984)
- Konzerte
  - Concierto de Aranjuez für Gitarre und Orchester (1939)
  - Fantasía para un gentilhombre für Gitarre und Orchester (1954), eine Bearbeitung von Themen von Gaspar Sanz, auch als Version für Flöte und Orchester von James Galway
  - Concierto para una Fiesta für Gitarre und Orchester (1983)
  - Concierto madrigal für zwei Gitarren und Orchester (1966)
  - Concierto andaluz für vier Gitarren und Orchester (1967)
  - Concierto Serenata für Harfe und Orchester (1952)
  - Sones en la Giralda für Harfe und Orchester (1963)
  - Concierto heroico für Klavier und Orchester (1942, rev. 1995)
  - Concierto de estío für Violine und Orchester (1943)
  - Concierto en modo galante für Violoncello und Orchester (1949)
  - Concierto como un Divertimento für Violoncello und Orchester (1981)
  - Concierto pastoral für Flöte und Orchester (1978)

- Klavierwerke (Auswahl)
  - El Album de Cecilia (María de los Reyes, Jota de las Palomas, Canción del Hada rubia, Canción del Hada morena, El negrito Pepo, Borriquillos a Belén) (1948)
  - Sarabanda Lejana
  - Pastorale
  - Five Pieces of the 16th Century: I. Diferencias sobre el „Canto del Caballero“, II. Pavana I, III. Pavana II, IV. Pavana III, V. Fantasia que contrahace la harpa de Ludovico
  - Tres Evocaciones: I. Tarde en el parque, II. Noche en el guadalquivir, III. Manana en triana
  - Cuatro piezas para piano: I. Caleseras, II. Fandango del ventorrillo, III. Plegaria de la infanta de Castilla, IV. Danza valenciana
  - Dos berceuses: I. Berceuse de printemps, II. Berceuse d'automne
  - Cuatro estampas andaluzas: I. El vendedor de chanquetes, II. Crepusculo sobre el guadalquivir, III. Seguidillas del diablo, IV. Barquitos de Cadiz
  - A l'ombre de Torre Bermeja

- Andere Werke
  - El hijo fingido, Zarzuela (1964)
  - Lieder z. B. Cuatro Madrigales Amatorios (1948) für Klavier und Sopran nach alten Textvorlagen
  - Cuatre cançons en llenguae catalana para voz y orquesta
  - Cantan Belén Pastores para soprano, coro y orquesta. Poema de Victoria Kamhi
  - Cántico de San Francisco de Asís para coro y orquesta
  - Duérmete, Niño de „Villancicos y canciones de Navidad“ für Sopran, Bariton und Kammerorchester. Poema de Victoria Kamhi
  - La Espera de „Villancicos y canciones de Navidad“ für Sopran und Kammerorchester. Poema de Victoria Kamhi
  - Himnos de los Neófitos de Qumrán für drei Soprane, Männerchor und Kammerorchester. Adpatación poética de Victoria Kamhi
  - Rosaliana. Cuatro canciones sobre poemas de Rosalía de Castro für Sopran und Orchester
  - Serranilla / Cántico de la esposa für Sopran und Kammerorchester
  - Triptic de Mosén Cinto für Sopran und Orchester. Poema de Jacínt Verdaguer
  - Tres viejos aires de danza für Kammerorchester (1929)
  - Cançoneta para violín y orquesta de cuerdas
  - Gitarrenmusik (für Gitarre solo)[7]
    - En los Trigales
    - Sarabande Lointaine
    - Tres piezas españolas
    - Triptico
    - Un tiempo fue Itálica famosa